# Franklin megye (Washington)
Franklin megye az Amerikai Egyesült Államokban, azon belül Washington államban található. Megyeszékhelye és legnagyobb városa Pasco. Lakosainak száma 96 749 fő (2020. április 1.).

## Szomszédos megyék
- Adams megye (észak)
- Whitman megye (kelet)
- Walla Walla megye (délkelet)
- Columbia megye (délkelet)
- Benton megye (délnyugat)
- Grant megye (északnyugat)

## Népesség
A megye népességének változása:
| Lakosok száma | 79 137 | 83 144 | 85 777 | 86 638 | 88 807 | 96 749 |
|               | 2010   | 2011   | 2012   | 2013   | 2015   | 2020   |